# Osztrák örökös tartományok

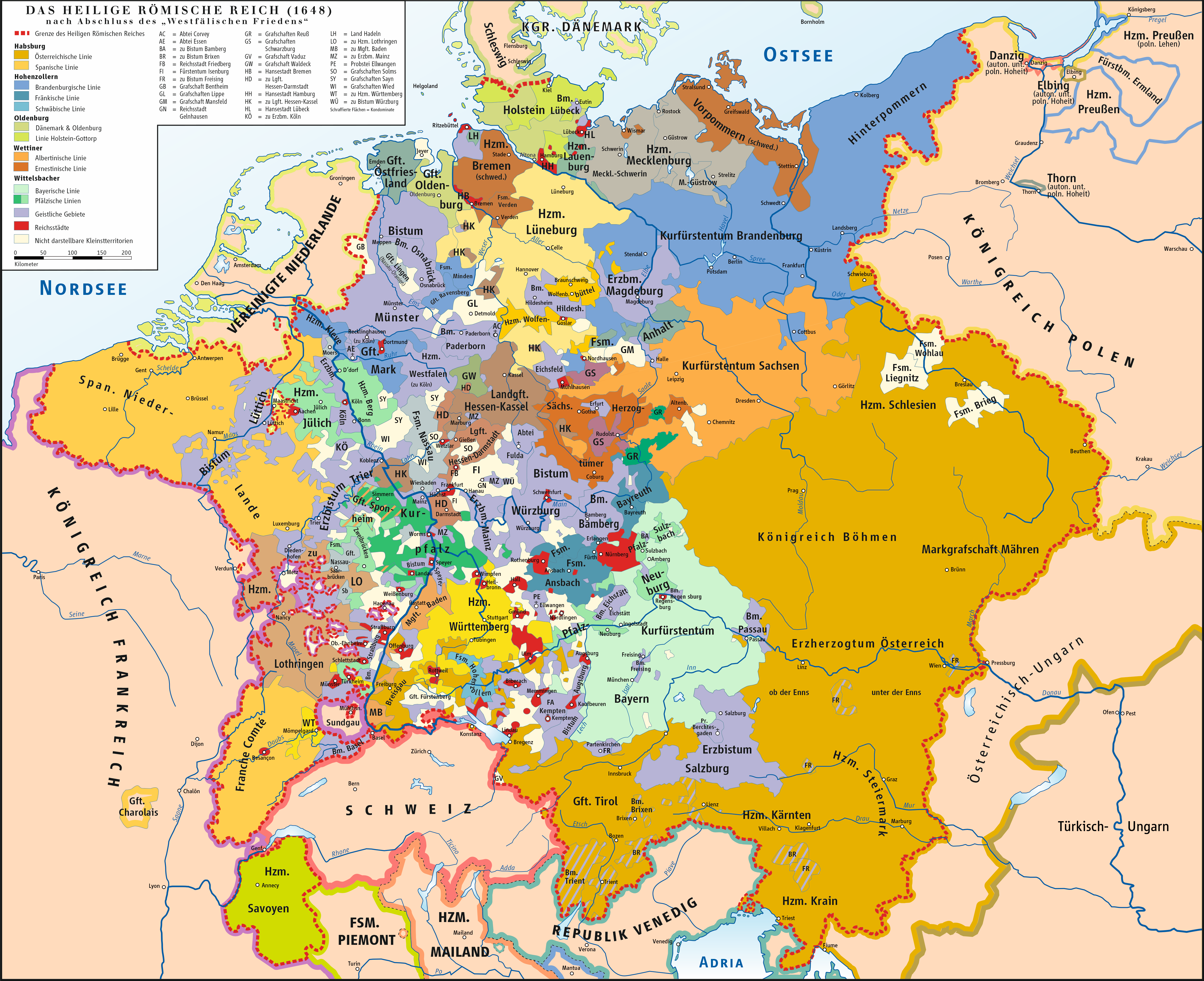
A Habsburg örökös tartományok, 1648

Az osztrák örökös tartományok  (németül: Habsburgische Erblande vagy Österreichische Erblande) kifejezés a Habsburg-család által uralt ausztriai területeket jelentette. Tartalma változott az idők során.

## Kialakulása, története
Osztrák örökös tartományoknak nevezzük a Habsburg-dinasztia osztrák ágának családi birtokait. Ezek a területek képezték a későbbi Ausztria törzsterületét, de nem estek teljesen egybe azzal, úgymint Alsó-Ausztria, Felső-Ausztria, Stájerország, Karintia, Krajna, Tirol, valamit az elszórtan elhelyezkedő, apró területekből álló Elő-Ausztria. Nem volt része az örökös tartományoknak a Salzburgi Érsekség és a mai Burgenland sem. Meg kell különböztetni továbbá a német örökös tartományok fogalmát, amely a Habsburgok valamennyi, a Német-római Birodalmon belüli birtokát jelölte, tehát az osztrák örökös tartományokon túl a cseh és a morva területek is beletartoztak. A késő középkortól kezdték a Habsburgokat és birtokaikat ausztriai ház néven emlegetni, és az Ausztria megnevezést a későbbiek is használták a Habsburgok országainak jelölésére.
Ausztria tartomány kialakulása a kora középkori frank igazgatási struktúrára vezethető vissza. Először Nagy Károly (800–814), majd I. Ottó német-római császár (előbb király: 936–962) hozott létre a Bajor Hercegség északkeleti csücskében őrgrófságot az avarok, illetve a magyarok elleni védekezés érdekében. 976-ban a területet a frank eredetű Babenberg-házból származó Liutpoldnak (976–994) adományozták, s a dinasztia tagjai 1246-ig uralkodtak a terület felett. Az Ostarrichi kifejezés, amelyből a későbbi Ausztria és Österreich formák is származnak, először egy 996. november 1-jére keltezett, a freisingi főapátság számára kiállított oklevélben szerepel a Duna-menti területek Ybbs és Traisen közti szakaszának megjelölésére. A latinosított Austria változat a 12. század folyamán szorította ki a terület egyéb megnevezéseit (oriens, plaga priens stb.). A területet 1156-ban választották le a Bajor Hercegségről, és Osztrák Hercegség néven II. Henrik osztrák hercegnek (Babenberg/Jasomirgott) (1156–1177) adományozták, aki székhelyét Bécsben rendezte be. Ausztria felosztása Alsó- és Felső-Ausztriára az Enns folyó mentén, amely 1853-ig közigazgatási határvonalat is jelentett, ami (Přemysl) II. Ottokár cseh királynak (1253–1278) köszönhető, aki a Babenberg-örökségért folytatott küzdelmek során használta először ezt a felosztást. A Babenberg-család kihalását (1246) követő zavaros időszak után a Habsburg I. Rudolf német király (1273–1291) adományozta Ausztriát fiainak 1282-ben, ezzel megkezdődött a Habsburgok több évszázados uralma a terület fölött. A Bécs-központú Alsó-Ausztria tartomány a Nagy kiváltságlevél 1453-as elismerése óta főhercegség volt, a Linz-központú Felső-Ausztria csak 1784-ben lett a főhercegség része, addig mindössze fejedelemségnek számított.
Stájerországot, az eredetileg a Bajor Hercegség és Karintia területéből leválasztott őrgrófságot uraik Steier nevű központjukból kormányozták a 11-12. századtól. Innen ered a terület elnevezése. Az őrgrófságot 1180-ban emelte hercegséggé Barbarossa Frigyes (1152–1190). A terület az 1186-ban megkötött és 1192-ben életbe lépett georgenbergi örökösödési szerződéssel került az osztrák hercegek birtokába, és 1282-ben a Habsburgoké lett Ausztriával együtt. Fővárosa Grazban volt.
Karintia tartomány szintén a Bajor Hercegség részét képezte a kora középkor folyamán. 976-ban emelték önálló hercegséggé a bajor herceg hatalmának csökkentése végett. A 13. században a hercegség II. Ottokárhoz került, majd 1276 és 1286 között rövid időre Ausztriával egyesítették. 1286-ban Karintiát a tiroli grófi család szerezte meg, amelynek 1335-ös kihalása után IV. Lajos rajnai választófejedelem (Bajor Lajos) (1314–1347) a Habsburgoknak adományozta a területet. Fővárosa Sankt Vein, a 15. századtól Klagenfurt volt. Karintia hercegének hatalma az 1040-ben őrgrófsággá szervezett Krajnára is kiterjedt, amely így Karintiával együtt 1335-ben szállt a Habsburgokra.
A Tiroli Grófság területe a 11. század elejéig volt a Bajor Hercegség része. 1027- ben II. Konrád német-római császár (1024–1039) választotta le Brixen és Trient püspöke számára, akik közösen uralkodtak felette. A katonai és igazságszolgáltatási feladatok ellátását világi nemesekre, grófokra bízták, akik a 12. század végétől Tirolban lévő székhelyükről kormányoztak. Innen kezdték őket tiroli grófoknak nevezni. Tirolt 1363-ban az osztrák hercegek örökölték meg, és innentől a grófság a Habsburg-család birtokai közé tartozott. A tartomány központja Meran, a 15. századtól Innsbruck volt.
Elő-Ausztria valójában nem önálló tartomány volt, hanem elszórtan elhelyezkedő, különböző nagyságú és jogállású területek összessége. Ennek következtében gyakran vita tárgyát képezi, hogy mennyiben sorolható az örökös tartományok közé. A középkor és kora újkor folyamán, a nemzetközi politikai viszonyok változásának is betudhatóan, az Elő-Ausztriához sorolt területek sokszor változtak. Ehhez a tartományhoz tartoztak kezdetben a Habsburgok ősi észak-svájci birtokai Aargau, Zürichgau és Thurgau tartományokban. Ezeket a Habsburgok a 14-15. század folyamán veszítették el, mivel a területek csatlakoztak a mai Svájc területén megalakult Eidgenossenschafthoz (Zürichgau 1351-ben, Aargau 1415-ben, Thurgau 1460-ban). A területek véglegesen az 1499. szeptember 22-én megkötött bázeli béke alapján függetlenedtek, amely a sváb háború (1499. február-szeptember) lezárásaként minden birodalmi joghatóságot megszüntetett az Államszövetség tartományai felett. További ősi Habsburg-birtokok terültek el Elzászban és Sundgauban, amelyeket az 1648-as vesztfáliai béke csatolt Franciaországhoz. A szintén ebben a térségben található Breisgau és Svábföld, amelyek kezdetben az örökös tartományok részét képezték, a napóleoni háborúk idején, 1805-ben vesztek el, amikor a Habsburgok kénytelenek voltak lemondani ezekről a területekről Baden-Württemberg és Bajorország javára. Az ősi birtokoknál később csatolták Elő-Ausztriához Vorarlberget, amelynek nagy része 1375-ben került Habsburg kézre, további területeit a dinasztia 1390 és 1523 között vásárlások útján szerezte meg. 16. századi szerzemény volt Hagenau (1504), Konstanz városa (1548) és Ortenau (két részletben: 1551 és 1556). Lotaringiai Ferenc (1745–1765) révén került a családi birtokok közé Falkenstein (1745/1765), majd 1780-ban Tettnang, végül 1804-ben Lindau és Rothenau lett az örökös tartományok része.
Abban az időben a Habsburg örökös tartományok tehát jórészt a német nyelvterületen, a mai Svájc, Németország, Franciaország, Ausztria, valamint a mai Magyarország, Olaszország, Szlovénia és Horvátország területén feküdtek.
A szándék, hogy a Magyar Királyságot (a magyar korona és az őt támogató országok) az örökös tartományok részének kell tekinteni – miután a Habsburgok a legtöbb országot visszahódították a töröktől – 1867-től semmis lett, amikor I. Ferenc József magyar király és Erzsébet királyné személyében hivatalosan megkoronázták a magyar királyi párt, Budapesten demonstrálták ezen felfogás időszerűtlenségét).
I. Miksa német-római császár esetében azonban soha nem volt várható, hogy Habsburg-domíniumokhoz a Burgundi Mária hercegnővel történt házassága folytán került, akinek halála 1482-ben a Habsburg-ház burgundi területeinek megtartásához vezetett a Rajna-vidéken, főleg Hollandia területén, és ezen kívül uralkodtak még a spanyol Habsburgok. A később létrehozott Osztrák–Magyar Monarchia területén, pl. Galícia, Bukovina és Dalmácia esetében a kifejezést szintén nem használják.

## Kapcsolódó szócikk
- Osztrák koronatartományok(wd)
- Ciszlajtánia(wd)